# Jacobus van Egmond
Jacobus Johannes van Egmond, detto Jacques (Haarlem, 17 febbraio 1908 – Haarlem, 9 gennaio 1969), è stato un pistard olandese, campione olimpico della velocità ai Giochi di Los Angeles 1932 e campione del mondo Dilettanti nel 1933 nella stessa specialità.

## Palmarès
- 1931

Campionati olandesi, Velocità Dilettanti
- 1932

Campionati olandesi, Velocità Dilettanti
Giochi olimpici, Velocità
- 1933

Campionati del mondo, Velocità Dilettanti
Campionati olandesi, Velocità Dilettanti
- 1934

Campionati olandesi, Velocità Professionisti
- 1935

Campionati olandesi, Velocità Professionisti
- 1936

Campionati olandesi, Velocità Professionisti

## Piazzamenti

### Competizioni mondiali
- Campionati del mondo

Parigi 1933 - Velocità Dilettanti: vincitore
- Giochi olimpici

Los Angeles 1932 - Velocità: vincitore
Los Angeles 1932 - Chilometro a cronometro: 2º
Los Angeles 1932 - Tandem: 4º